# 肖茨維爾 (阿拉巴馬州)
肖茨維爾（英語：Shottsville）是一個位於美國阿拉巴馬州馬里昂縣的非建制地區。該地的面積和人口皆未知。

## 地理
肖茨維爾的座標為34°15′39″N 88°07′38″W / 34.26083°N 88.12722°W，而該地的平均海拔高度為149米（即489英尺）。